# 拉瓦尔丹 (卢瓦-谢尔省)
拉瓦尔丹（法語：Lavardin，法語發音：[lavaʁdɛ̃]）是法国卢瓦-谢尔省的一个市镇，位于该省西部，属于旺多姆区。

## 地理
拉瓦尔丹（47°44'31"N, 0°53'10"E）面积6.71 平方千米，位于法国中央-卢瓦尔河谷大区卢瓦-谢尔省，该省份为法国中北部省份，北起厄尔-卢瓦省，东北接卢瓦雷省，东南接谢尔省，南至安德尔省，西南接安德尔-卢瓦尔省，西北接萨尔特省。
与拉瓦尔丹接壤的市镇（或旧市镇、城区）包括：卢瓦河畔蒙图瓦尔、普吕奈-卡斯罗、圣阿尔努、圣马丹德布瓦、萨尼耶尔、维拉瓦尔。

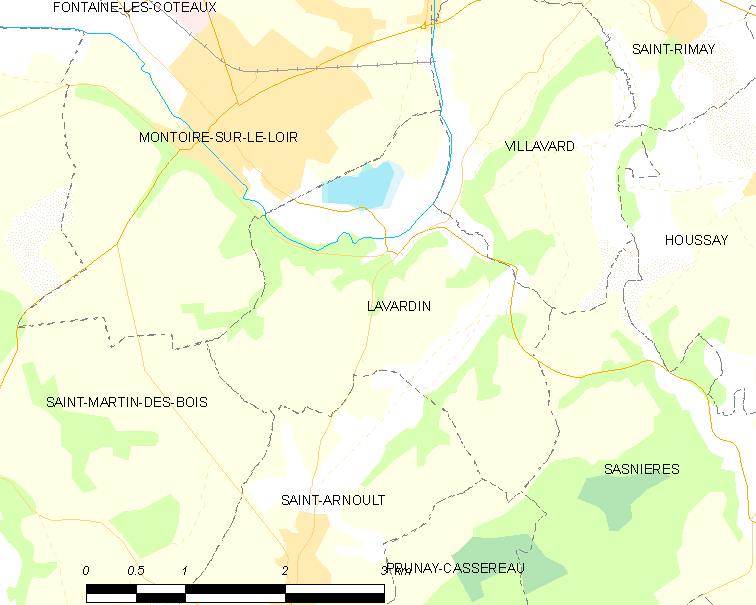
的OSM定位图

拉瓦尔丹的时区为UTC+01:00、UTC+02:00（夏令时）。

## 行政
拉瓦尔丹的邮政编码为41800，INSEE市镇编码为41113。

## 政治
拉瓦尔丹所属的省级选区为卢瓦河畔蒙图瓦尔县。

## 人口

1962-2008年间人口变化图示

拉瓦尔丹于2022年1月1日时的人口数量为178人。